# Framus Five
Framus Five (později obnovena pod názvem Framus 5) je česká hudební skupina v čele s Michalem Prokopem. Řadí se mezi nejvýznamnější skupiny české rockové historie. Svou činnost přechodně ukončila v roce 1990 z důvodů angažmá Michala Prokopa na politické scéně.

## Historie
Původní skupina vznikla na jaře 1963, zakladateli byli pražští spolužáci Michal Prokop (kytara) a Ivan Trnka (klavír). Ostatní hudebníci (baskytara, bubny) se často měnili, mj. zde krátce hrála na bubny Kateřina Burianová. Skupinu značně inspirovala britská skupina The Shadows. V září 1964 skupina poprvé veřejně vystoupila, svoje jméno Framus odvodila od značky strun.
Skupina hrála instrumentálně, hledala však zpěváka. Krátce zkoušela mj. i Karla Zicha, ten však chtěl dát skupině jiný hudební směr. V roce 1967 doplnil jádro skupiny basový kytarista Ladislav Eliáš. Dalšími členy byli tehdy ještě Jiří Burda, Josef Šimon Kučera, Vítězslav Müller a Ivan Umáčený (dechová sekce) a Petr Klarfeld – bicí. Michal Prokop začal také ve skupině zpívat, povzbuzen pozitivní referencí od Otty Bezloje. Hudebně se skupina začala posouvat od rocku k soulu a k rhythm and blues, v roce 1967 také začala vystupovat pod názvem Framus Five.
V roce 1968 skupině vyšlo první EP a na podzim natočili první album Framus Five + Michal Prokop s převzatým soulovým repertoárem a anglickými texty, na kterém se odrazil silný afroamerický vliv, byli inspirováni především Rayem Charlesem. Album vyšlo v roce 1969.
V roce 1970 přišli kytarista Luboš Andršt a bubeník Karel Káša Jahn. V prosinci 1970 a v lednu 1971 skupina natočila LP Město ER, natočené s prvky rocku a jazzu se symfonickým orchestrem s texty Josefa Kainara. S nástupem normalizace v roce 1971 byla skupina rozpuštěna a album Město ER, obsahující rozsáhlou titulní skladbu s Kainarovým textem, bylo dokonce staženo z distribuce.
Platil absolutní zákaz anglických skladeb i názvů kapel, což se dotklo například i kapely Blue Effect, jejíž název musel být počeštěn. Michal Prokop v meziobdobí krátce působil jako host ve skupině Šest strýců. Věnoval se i střednímu proudu, mj. zpíval s Evou Pilarovou, vystupoval v programu Hany Zagorové a objevil se také v divadle Semafor jako herec ve slavné Kytici.
V roce 1978 byla skupina obnovena pod názvem Framus 5. Složení se často měnilo, lidé přicházeli a odcházeli, výchozí obsazení bylo následující: Michal Prokop, Ivan Trnka, Miki Bláha, Milan Vitoch, Rudolf Chundela. V roce 1984 se osudově potkali s básníkem Pavlem Šrutem a skladatelem Petrem Skoumalem, z této spolupráce vzniklo jedno z nejlepších českých alb 80. let Kolej Yesterday, natočené v obsazení: Michal Prokop, Jan Hrubý, Jan Kolář, Lubor Šonka, Miki Bláha a Michal Vrbovec a řada hostí. Framus 5 se stal jednou z nejakceptovanějších skupin 80. let a výrazně ovlivnil minimálně dvě generace rockového publika. Další etapa skupiny Framus Five byla v roce 2006 se sestavou, do níž se opět vrátili Luboš Andršt, Jan Hrubý, Jan Kolář a Pavel Drešer, doplnění mladšími hudebníky Pavlem Razímem, Jiřím Šímou, Romanem Němcem a Zdeňkem Wimpy Tichotou. První hudební návrat však Michal Prokop měl už roku 2000 se skupinou Michal Prokop & Friends v sestavě: Michal Prokop, Luboš Andršt, Jan Hála, Zdeněk Tichota, Michal Hejna, Rostislav Fraš.
Od roku 2000 hrála kapela ve složení: Luboš Andršt, Jan Hrubý, Jan Kolář, Zdeněk Wimpy Tichota, Pavel Razím, Jiří Šíma, Roman Kubát.
Po smrti Luboše Andršta v roce 2021 na pozici kytaristy nastoupil Pavel Marcel, sestavu doplnil Andy Čermák – klávesy a dál v ní působí letití členové kapely Jan Hrubý – housle, Pavel Razím – bicí, Zdenek Wimpy Tichota – baskytara.

## Diskografie

### Studiová alba
- 1969 Framus Five + Michal Prokop (exportní verze z roku 1971 pod názvem Blues in Soul)
- 1971 Město ER
- 1980 Holubí dante
- 1984 Kolej Yesterday
- 1987 Nic ve zlým, nic v dobrým
- 1989 Snad nám naše děti…
- 2006 Poprvé naposledy
- 2012 Sto roků na cestě
- 2021 Mohlo by to bejt nebe…

### Kompilace
- 1990, 1996 Až si pro mě přijdou
- 2000 Odněkud Někam 2 CD
- 2008 Pořád to platí 1968 – 1989 6 CD Box

### Koncertní
- 2007, 2008 Live 60 – Michal Prokop, Framus Five & Hosté – Live 60 Lucerna 2006